# Lathromeroidea angustipennis
Lathromeroidea angustipennis är en stekelart som först beskrevs av Yousuf och Shafee 1985.  Lathromeroidea angustipennis ingår i släktet Lathromeroidea och familjen hårstrimsteklar. Inga underarter finns listade i Catalogue of Life.